# Мідвей (округ Гедсден, Флорида)
Мідвей (англ. Midway) — місто (англ. city) в США, в окрузі Гедсден штату Флорида. Населення — 3537 осіб (2020).

## Географія
Мідвей розташований за координатами 30°30′2″ пн. ш. 84°27′44″ зх. д. / 30.50056° пн. ш. 84.46222° зх. д. (30.500584, -84.462219). За даними Бюро перепису населення США в 2010 році місто мало площу 23,91 км², з яких 23,83 км² — суходіл та 0,08 км² — водойми. В 2017 році площа становила 25,80 км², з яких 25,62 км² — суходіл та 0,18 км² — водойми.

## Демографія
Згідно з переписом 2010 року, у місті мешкали 3004 особи в 1075 домогосподарствах у складі 789 родин. Густота населення становила 126 осіб/км². Було 1204 помешкання (50/км²).
Расовий склад населення:
| - 86,0 % — чорних або афроамериканців - 10,0 % — білих - 0,9 % — азіатів - 0,2 % — корінних американців - 1,7 % — осіб інших рас |

До двох чи більше рас належало 1,2 %. Частка іспаномовних становила 3,8 % від усіх жителів.
За віковим діапазоном населення розподілялося таким чином: 31,3 % — особи молодші 18 років, 63,8 % — особи у віці 18—64 років, 4,9 % — особи у віці 65 років та старші. Медіана віку мешканця становила 31,1 року. На 100 осіб жіночої статі у місті припадало 82,9 чоловіків; на 100 жінок у віці від 18 років та старших — 76,7 чоловіків також старших 18 років.
Середній дохід на одне домашнє господарство становив 55 734 долари США (медіана — 49 444), а середній дохід на одну сім'ю — 59 860 доларів (медіана — 56 923). Медіана доходів становила 39 263 долари для чоловіків та 36 098 доларів для жінок. За межею бідності перебувало 15,2 % осіб, у тому числі 27,0 % дітей у віці до 18 років та 35,0 % осіб у віці 65 років та старших.
Цивільне працевлаштоване населення становило 1579 осіб. Основні галузі зайнятості: публічна адміністрація — 23,9 %, освіта, охорона здоров'я та соціальна допомога — 22,5 %, науковці, спеціалісти, менеджери — 12,2 %, роздрібна торгівля — 11,4 %.